# Инструментална мъгла
Инструментална мъгла (на английски: utility fog) е термин, въведен от д-р Джон Сторс Хол през 1993 г. за хипотетична съвкупност от миниатюрни роботи, способни да пресъздават зададена физическа структура. Тя е форма на самореконфигурираща се модулна роботика.

## Концепция
Хол замисля идеята като нанотехнологичен заместител на коланите на коли. Роботите (наричани още „фоглети“) биха били микроскопични, с разтягащи се манипулатори в няколко посоки, чрез които могат да се преконфигурират под формата на триизмерна решетка. Хващачи в краищата на манипулаторите биха им позволявали да се свързват механично един с друг и да споделят информация и енергия, за да действат като монолитен материал с вариращи в широк диапазон механични и оптически свойства. Всеки фоглет има съществена изчислителна мощност и е в състояние да комуникира със съседите си.
В оригиналното приложение като заместител на автомобилни колани роякът от роботи би бил разреден, а манипулаторите им – отпуснати, позволявайки на въздуха да преминава между тях. В случай на удар манипулаторите биха се застопорили в текущите си позиции, сякаш въздухът около пътуващите внезапно е замръзнал. В резултатът сблъсъкът би се разпределил върху цялата повърхност на тялото на пътника.
Макар че самите фоглети биха били с микро мащаби, изработването им би изисквало напълно развита молекулярна технология. Хол предлага всеки от тях да бъде с форма на додекаедър, с 12 протягащи се навън манипулатора с по четири степени на свобода. Корпусите на фоглетите биха били изградени от алуминиев оксид, вместо от горим диамант, за да се избегне опасността от обемна детонация.
Хол и неговите колеги скоро осъзнават, че инструменталната мъгла би могла да се произвежда масово, за да запълни цялата атмосфера на планетата и да замени всички физически инструменти, необходими за живота на хората. Упражнявайки съгласувана сила, фоглетите могат да транспортират предмети и хора. За минути ще могат да се построяват и демонтират виртуални сгради, позволявайки замяната на съществуващи градове и пътища с ферми и градини. Макар че молекулярната нанотехнология би могла да замени нуждата от биологични тела, инструменталната мъгла би останала полезна периферия, която да изпълнява технически и поддържащи функции. Така тя става известна и като „машината на бъдещето“.